# 阿馬勒 (塞尼耶區)
36°38′05″N 3°35′26″E / 36.63472°N 3.59056°E

阿馬勒（阿拉伯语：‎），是阿爾及利亞的城鎮，位於該國北部布米爾達斯省，由塞尼耶區負責管轄，距離阿爾及爾50公里，毗鄰地中海沿岸附近，2008年人口8,505。